# レブンアツモリソウ

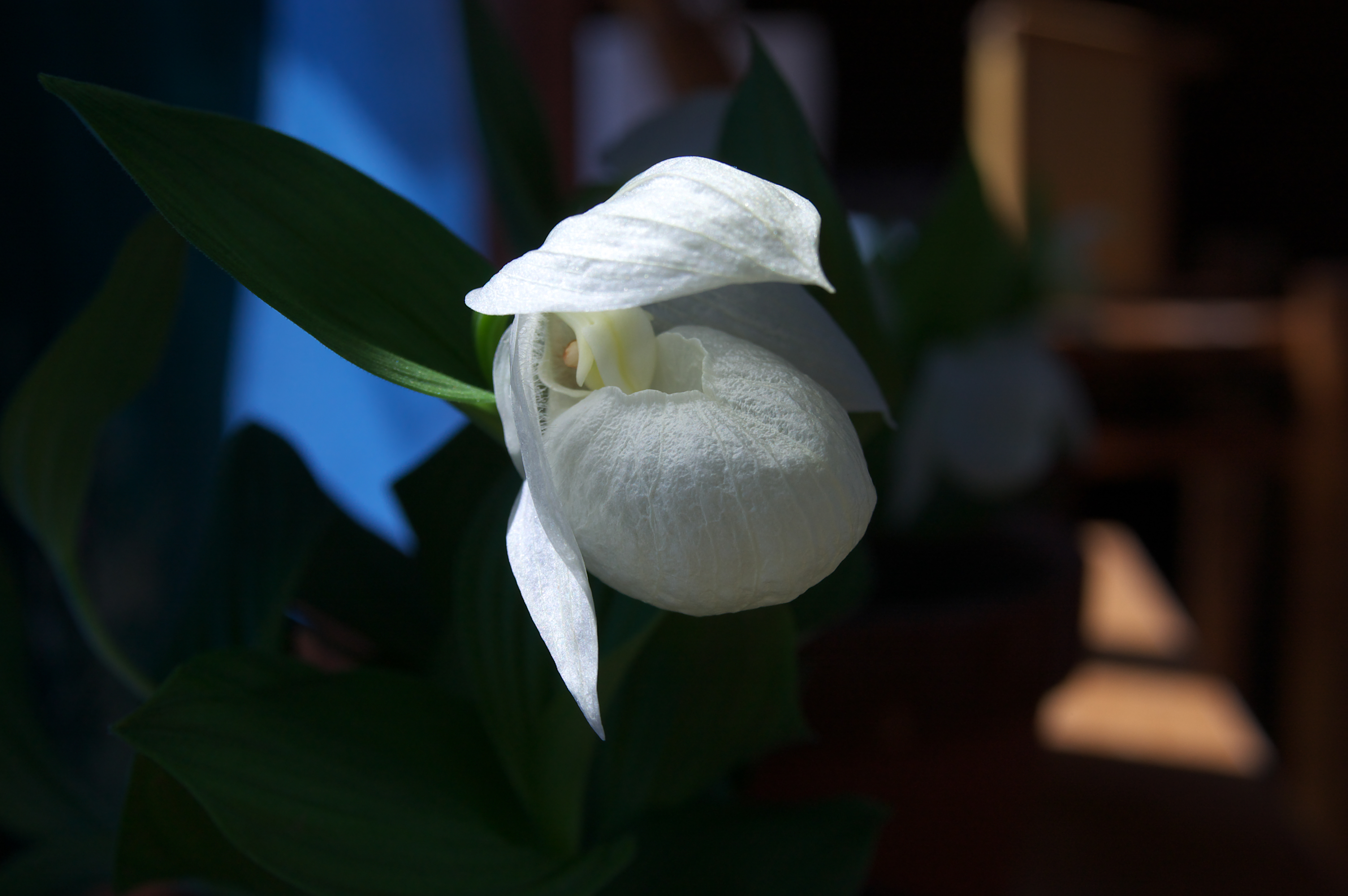
花

レブンアツモリソウ（礼文敦盛草、学名：Cypripedium marcanthum var. rebunense）は、北海道の礼文島（礼文町）にのみ生息する野生のランである。

## 特徴
和名の由来は礼文島特産のアツモリソウの変種であることから。アツモリソウの和名は、袋状の唇弁を持つ花の姿を、平家物語などの軍記物語に描写された平敦盛の背負った母衣（ほろ；後方からの矢を防ぐ武具）に見立ててつけられている。この変種の特徴は、花色が紫ではなく、黄色であることである。
草丈は25-40cm程度。花の色は淡いクリーム色で、5-6月に開花する。唇弁は大きな袋状で、長さ3.5-5cm。側花弁は広卵形で先は短く尖る。

## 受粉のしくみ
この花は送粉者の食物となる蜜を分泌せず、花粉もラン科の通例どおり花粉塊となっていて昆虫の食物となるような形で大量に作られるわけではない。
にもかかわらず受粉が成立するのは、騙しによる受粉が行われているからであることが明らかになっている。このことは、この種の保護のための研究によって判明した。送粉者はニセハイイロマルハナバチの、単独で巣を作り始めたばかりの越冬女王蜂であり、蜜や花粉が得られる花と誤認して花に潜り込むと、あたかも食虫植物ウツボカズラの捕虫嚢に捕らえられたかのように、袋状の唇弁に足を滑らせて落ち込む。ここから脱出できる経路は限られており、花から出るときに背中に花粉塊が粘着する。このハチが再び別の花に騙されて落ち込んで同じように脱出するときに雌しべの柱頭に花粉塊が付着し、受粉が成立する。
一説によると、ニセハイイロマルハナバチの越冬女王がレブンアツモリソウの花に騙されて誘引されるのは、同時期に同じような淡黄色の花をつけるゴマノハグサ科のネムロシオガマの花と誤認するためであるためではないかとも言われている。そこで、レブンアツモリソウの個体群を遺伝的な多様性を維持して保全するためには、ニセハイイロマルハナバチとネムロシオガマの保全が必要であるとする提言もなされている。

## 成育状況
かつては島内各地で見られたが、礼文島の大部分を焼く大きな山火事が起きたさい、木々に埋もれるように咲いていた花が露出したため盗掘に遭って数が激減し、現在では北鉄府地区の保護区「レブンアツモリソウ群生地」以外はきわめて数が少ない。礼文町の高山植物培養センターで培養研究がされており、平成13年6月には18本の開花に成功した。
アツモリソウよりも一足早く、1994年に「特定国内希少野生動植物種」（種の保存法）に指定された。そのため現在では許可なく採集・販売などはできない。しかし園芸的に人気のある種類だけに、複数の民間業者が国の許可のもとに人工増殖を手がけており、少数ながら安定した苗の生産・供給がなされている。ただし、アツモリソウ同様に礼文島特有の冷涼な気候以外での栽培はきわめて難しく、これらの苗が一般普及するには至っていない。

## 保護上の位置づけ
絶滅危惧IB類 (EN)（環境省レッドリスト）
- 特定国内希少野生動植物種（種の保存法） - 1994年